# The Kills
I Kills sono un gruppo musicale indie rock formato dalla cantante statunitense Alison Mosshart e dal chitarrista britannico Jamie Hince.

## Storia del gruppo
Alison Mosshart è figlia di un commerciante d'auto e di un'insegnante di musica.
Inizia la carriera nella sua città in Florida con la band punk Discount.
Mentre era ancora una teenager, partì per l'Europa con la band e, durante una tappa in Inghilterra, conosce Jamie Hince, che a sua volta era membro di una rock band locale, gli Scarfo. Per tre-quattro anni i due mantengono i rapporti attraverso degli scambi di registrazioni e idee da una parte all'altra dell'oceano. Solo dopo lo scioglimento dei Discount, nel 2000, Alison decide di trasferirsi a Londra per cominciare a collaborare direttamente con Jamie.
La band avvia quindi la propria attività con delle esibizioni nel quartiere londinese di Soho. Alison e Jamie adottano come nome del gruppo VV and Hotel, che rimarranno come nomi d'arte anche nel progetto Kills. Si crea rapidamente uno stuolo di fedelissimi che li accompagna nei primi concerti e si fanno anche apprezzare nel circuito indie della capitale britannica. Dopo due anni come VV and Hotel, il duo sceglie di chiamarsi The Kills e pubblica il primo EP nel maggio 2002, Black Rooster (Domino Records). Il successo commerciale è scarso, ma gli elogi da parte della critica non tardano ad arrivare. La data del primo concerto, tenuto nel febbraio 2002, diviene un tatuaggio sulla mano sinistra di Alison.
Nel novembre 2002 il duo registra a Londra il suo primo album e, nell'aprile 2003 viene pubblicato Keep on Your Mean Side (Domino Records), che riprende tre tracce già pubblicate nell'EP precedente. Per quanto riguarda lo stile musicale, il minimalismo alt rock si coniuga con attitudini punk anni settanta e una buona dose di blues e elettronica. Realizzato con l'aiuto della drum machine e registrato in puro stile lo-fi, l'album viene distribuito dalla Domino Records ed ottiene recensioni positive che lo promuovono anche negli Stati Uniti.
Anticipato da un tour, nel febbraio 2005 viene pubblicato il secondo album. Si tratta di No Wow, che unisce le tendenze indie tipiche del nuovo millennio ad un suono anni ottanta riconducibile alla new wave. Grazie anche ai brani Love Is a Deserter e soprattutto The Good Ones, il disco consegna il successo definitivo al duo. Per il mercato europeo, il disco viene pubblicato assieme a un altro CD contenente versioni remix e outtake.
Da questo momento Alison Mosshart diventa un'ambita vocalist e collabora con due grandi band britanniche, i Primal Scream (nell'album Riot City Blues) e con i Placebo (in Meds).
Nel marzo 2008 esce Midnight Boom (prodotto dai Kills con XXXChange), album che decreta il successo commerciale del gruppo e che entra nella Top 50 di mezza Europa. Arriva anche in cima alla classifica statunitense Hit US Hotseekers. L'atmosfera musicale del disco è però più indirizzata al pop.
Nel 2008 Jamie incontra la modella Kate Moss, che diventerà sua compagna e, tre anni dopo (2011), sua moglie. Alison, invece, si avvicina, solo professionalmente, a Jack White, icona rock e leader dei White Stripes. Insieme a lui e ad altri volti noti del panorama rock, ossia Jack Lawrence dei The Raconteurs e Dean Fertita dei Queens of the Stone Age, forma i Dead Weather. Nel 2009 il supergruppo esordisce con Horehound, al quale seguirà un anno dopo Sea of Cowards. Questa collaborazione incrementa la popolarità di VV, che appare in parte distante dal progetto Kills condiviso con Jamie.
Nel 2009 il disco d'esordio Keep On Your Mean Side viene riedito con cinque tracce aggiuntive, tra le quali una cover dei Captain Beefheart e una dei Jonathan Fire-Easter.
Nel 2010 il duo ritorna a registrare insieme e nel marzo 2011 viene pubblicato il quarto album. Si tratta di Blood Pressures. Dopo appena due mesi di vendite, comunque positive (top 10 raggiunta in Francia e Belgio, top 50 in Regno Unito e Stati Uniti), la band decide di pubblicare il disco in download gratuito sul proprio sito.
Nel 2012 il duo partecipa alla compilation-tributo ai Fleetwood Mac Just Tell Me That You Want Me (Hear Music/Concord Music Group) con la cover del brano Dreams. Inoltre pubblicano un libro fotografico realizzato da Kenneth Capello, che ha anche diretto diversi videoclip del gruppo.
Nel marzo 2016 il gruppo annuncia il quinto album in studio Ash & Ice, pubblicato il 3 giugno seguente.

## Apparizioni in altri media
Alcune canzoni tratte da Midnight Boom vengono inserite in film e serie televisive di successo. Su tutte Sour Cherry, che diventa uno dei motivi più noti di Gossip Girl. Oltre a questa saranno altre le produzioni televisive (Doctor House, Criminal Minds, 90210) e i film (Venerdì 13 e poi in seguito The Losers, Welcome to the Rileys, Catch .44) che includeranno canzoni dei The Kills.
Black Balloon è presente in un episodio di The Good Wife. Future Starts Slow (tratta da Blood Pressures) è inserita in un episodio della quarta stagione di True Blood, nel film Contraband (2012), in un episodio di The Vampire Diaries, in Political Animals (2012) e in Person of Interest. DNA è invece utilizzata in un episodio di Transparent, serie prodotta da Amazon. "The Last Goodbye" è inserito in un episodio della popolare serie spagnola .

## Formazione
- Alison "VV" Mosshart - voce, chitarra
- Jamie "Hotel" Hince - voce, chitarra, batteria

## Discografia

### Album in studio
- 2003 - Keep on Your Mean Side
- 2005 - No Wow
- 2008 - Midnight Boom
- 2011 - Blood Pressures
- 2016 - Ash & Ice
- 2020 - Little Bastards
- 2023 - God Games

### EP
- 2002 - Black Rooster EP
- 2003 - Fried My Little Brains
- 2005 - Run Home Slow
- 2009 - Black Balloon EP
- 2011 - Welcome to The Kills